# Der Mann im Mond (Film)
Der Mann im Mond ist ein US-amerikanisches Filmdrama unter Regie von Robert Mulligan aus dem Jahr 1991, in dem Reese Witherspoon und Jason London die Hauptrollen übernahmen. Während es für Regisseur Mulligan die letzte Regiearbeit war, bedeutete der Film für die 14-jährige Hauptdarstellerin Witherspoon ihr Filmdebüt.

## Handlung
Im ländlichen Louisiana, im Sommer des Jahres 1957: Die 14-jährige Dani Trant lebt mit ihren Eltern und zwei Schwestern auf einer Farm, wobei die jüngere Schwester noch ein Kleinkind ist. Dani schaut zu ihrer drei Jahre älteren Schwester Maureen auf. Sie haben eine enge Beziehung zueinander und schlafen in den Sommermonaten oft draußen auf der Veranda. Maureen gilt überall als schön, wohlerzogen und intelligent, und Dani hegt die Befürchtung, dass sie nie an ihre ältere Schwester heranreichen wird. Anstatt wie Maureen Aufgaben im Haushalt zu übernehmen, streift die burschikose Dani lieber durch die Gegend oder hört Schallplatten von Elvis Presley.
Bei einem Streifzug zu einem nahegelegenen Teich lernt Dani den 17-jährigen Court Foster kennen. Court, seine verwitwete Mutter Marie und seine jüngeren Geschwister sind jüngst auf die alte Familienfarm der Fosters zurückgezogen, die in unmittelbarer Nachbarschaft zu dem Grundstück der Trants liegt. Fast sofort verliebt sich Dani in den Nachbarsjungen, während er sie noch als Kind betrachtet. Die beiden schließen eine Freundschaft und schwimmen in den folgenden Tagen noch mehrmals miteinander. Court muss sich aber auch darum kümmern, die heruntergekommene Farm wieder bewirtschaftbar zu machen. Er hat daher irgendwann nur noch am Abend Zeit zum Schwimmen.
Dani stiehlt sich abends heimlich aus dem Haus, um mit Court schwimmen gehen zu können. Die beiden kommen sich während des Schwimmens körperlich nahe. Als Court begreift, dass Dani ihn küssen möchte, stößt er sie weg und sagt, sie sei noch ein kleines Mädchen, das nicht wisse, was sie tue. Dani rennt traurig nach Hause. Unterdessen ist ein Gewitter ausgebrochen und Danis Mutter sucht verzweifelt nach ihrer Tochter. Dabei stürzt die schwangere Mutter über eine Baumwurzel und muss mit einem Schädel-Hirn-Trauma ins Krankenhaus eingeliefert werden. Das Gelingen der Schwangerschaft steht auf dem Spiel. Als der bestürzte Vater vom Krankenhaus zurückkehrt, schlägt er Dani mit seinem Gürtel, bis Maureen einschreitet. Später versöhnen sich Dani und ihr Vater. Auch zwischen Court und Dani kommt es nach den nächtlichen Vorkommnissen zu der Verständigung, ihre Freundschaft fortzusetzen. Als Dani ihn darum bittet, gibt Court dem Mädchen ihren ersten Kuss.
Als Dani den Nachbarsjungen zu ihrer Familie einlädt, begegnen sich Court und die gleichaltrige Maureen erstmals. Es ist Liebe auf den ersten Blick, und fortan scheint Dani für Court nur noch Luft zu sein. Als wenig später Dani ihre Mutter im Krankenhaus besucht und ihr bei der Geburt beisteht, sind Court und Maureen unter sich. Maureen zögert kurz aufgrund ihrer Schwester, geht dann aber auf Court ein. Es kommt zu Küssen zwischen den beiden, und am folgenden Tag schlafen sie auf offenem Feld das erste Mal miteinander. Sie gestehen sich ihre Liebe. Als Dani mit ihren Eltern aus dem Krankenhaus wiederkommt, ahnt sie sehr genau, was vorgefallen ist. Sie fühlt sich von ihrer Schwester verraten.
Dann passiert ein Unglück: Der durch sein Liebeserlebnis mit Maureen berauschte Court fährt gedankenverloren den Traktor, wird leichtsinnig, fällt hinunter und gerät unter den Pflug. Obwohl Dani und ihr Vater schnell zur Hilfe eilen, kann Court nicht mehr geholfen werden. Dani und Maureen empfinden beide tiefe Trauer um Court. Ein erstes Versöhnungsangebot von Maureen schlägt Dani aus. Der Vater gibt Dani zu Bedenken, dass sie zwar verletzt sein könne, aber dauerhafte Wut Court nicht zurückbringen könne, und die Beziehung zu ihrer Schwester ein ganzes Leben dauern werde. Dani fasst sich ein Herz und versöhnt sich mit ihrer Schwester. Die Schwestern gelangen zu der Erkenntnis, dass das Leben nicht einfach ist und man nicht mehr wie in der Kindheit den Mann im Mond um Antwort fragen könne.

## Hintergrund
Das Drehbuch der Autorin Jenny Wingfield basiert auf teilweise autobiografischen Erlebnissen ihrer Jugendzeit in Louisiana, für sie war es ihr erstes verfilmtes Drehbuch. Die drei jungen Darsteller Reese Witherspoon, Jason London und Emily Warfield waren weitgehend unbekannt, für die damals 14-jährige Witherspoon stellte es gar das Filmdebüt dar. Ursprünglich hatte sich Witherspoon nur als Statistin beworben. Sie erhielt gute Kritiken für ihre Darstellung der Dani und konnte somit einen vielbeachteten Startpunkt für ihre weitere Karriere setzen. Regisseur Robert Mulligan äußerte später, die Besetzung der unerfahrenen Witherspoon sei ein Risiko gewesen, doch es sei schnell ersichtlich gewesen, dass sie viel Talent und eine große „Persönlichkeit“ für die Leinwand gehabt habe.
Die Dreharbeiten fanden im Sommer 1990 in Louisiana statt, gedreht wurde unter anderem in und um die Orte Natchitoches, Natchez und Robeline. Zwei Seen in der Gegend um Natchitoches stellten zusammen den Teich dar, in dem Dani und Court schwimmen. Der Film ist dem Szenenbildner Gene Callahan gewidmet, für den dieser Film die letzte Arbeit darstellte und der noch vor der Premiere starb. Auch für Regisseur Robert Mulligan, der seit den 1950er-Jahren in Hollywood gearbeitet hatte, wurde dieser Film die letzte Regiearbeit.
Nachdem der Film bereits ab August 1991 auf verschiedenen Filmfestivals gelaufen war, kam er am 4. Oktober 1991 in die amerikanischen Kinos. Dort nahm er rund 2,85 Millionen US-Dollar ein, in Anbetracht eines Budgets von rund 6,6 Millionen US-Dollar bedeutete das einen Misserfolg. Im Gegensatz zu diversen anderen europäischen Ländern erhielt Der Mann im Mond keinen Kinostart in Deutschland, am 16. Mai 1996 wurde er erstmals im deutschen Fernsehen ausgestrahlt. Danach erfolgten bis 2003 noch weitere Fernsehausstrahlungen, seitdem war der Film nicht mehr im deutschen Free-TV zu sehen (Stand 2023).

## Synchronisation
Die deutsche Synchronfassung entstand angesichts der Fernseh-Erstausstrahlung bei der TV+Synchron in Berlin.
| Rolle                                          | Schauspieler      | Synchronsprecher    |
| ---------------------------------------------- | ----------------- | ------------------- |
| Danielle „Dani“ Trant                          | Reese Witherspoon | Manja Doering       |
| Court Foster                                   | Jason London      | Alexander Doering   |
| Matthew Trent, Danis Vater                     | Sam Waterston     | Joachim Siebenschuh |
| Abigail Trant, Danis Mutter                    | Tess Harper       | Petra Kelling       |
| Maureen Trent                                  | Emily Warfield    | Silvia Mißbach      |
| Marie Foster, Courts Mutter                    | Gail Strickland   | Roswitha Hirsch     |
| Will Sanders, Vater von Maureens Ausgehpartner | Ernie Lively      | Roland Hemmo        |
| Doc White, Krankenhausarzt                     | Dennis Letts      | Frank Ciazynski     |
| Mrs. Taylor, eine Kirchgängerin                | Anna Chappell     | Solveig Müller      |

## Nominierungen
Reese Witherspoon wurde für ihre Leistung für den Young Artist Award in der Kategorie Beste Hauptdarstellerin in einem Spielfilm nominiert. Emily Warfield erhielt für ihre Darstellung ebenfalls eine Nominierung bei den Young Artist Awards, in der Kategorie Beste Nebendarstellerin.

## Kritiken
Die Kritiker waren weitgehend positiv gestimmt, so hat der Film – basierend auf 21 Kritiken – eine positive Wertung von 91 % bei Rotten Tomatoes.
Der Filmdienst urteilte: „Anrührendes, sensibel gestaltetes Drama um das Erwachsenwerden und die erste Liebe, das durch gute Darsteller zu überzeugen versteht.“
Roger Ebert sah Der Mann im Mond in seiner Kritik vom 4. Januar 1991 als den wohl besten Film, den der Regieveteran Robert Mulligan je gemacht habe. Die Feingefühl verlangende Filmhandlung sei tadellos umgesetzt worden, den Filmemachern passiere kein Fehltritt. Alle Schauspieler verkörperten ihre Rollen glaubwürdig. Der Film sei wie „eine großartige Kurzgeschichte“, wie „ein Sieg von Klang und Stimmung. Es ist wie ein Gedicht.“ Ebert setzte den Film später auf seine Liste der zehn besten Filme des Jahres 1991.
Für Janet Maslin in der New York Times inszeniert Mulligan „mit echter Zärtlichkeit und ohne falsche Emotionen“. Das Drehbuch von Jenny Wingfield sei einfach und klug konstruiert, voller glaubwürdiger und mitunter geistreicher Dialoge – nur die Tragödie gegen Filmende wirke etwas zu reißerisch im Angesicht der bis dahin sanften Handlung über die erste Liebe. Maslin lobt im Besonderen die Schauspielleistungen von Sam Waterston und Reese Witherspoon, aus der Mulligan eine „bemerkenswert natürliche Darstellung“ herausgeholt habe.